# جوزيف فون مرينغ

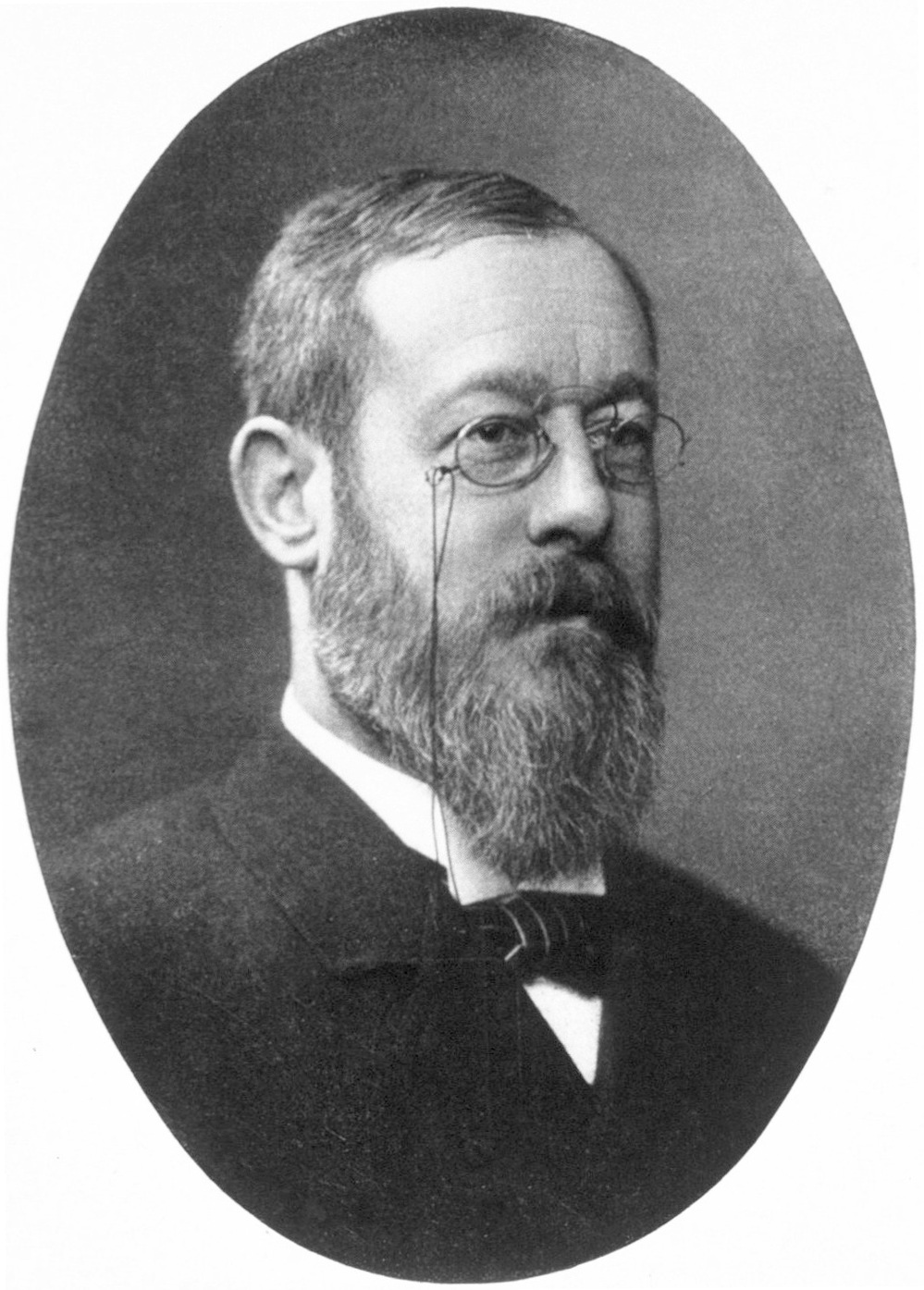
جوزيف فون مرينغ

جوزيف، البارون فون مرينغ (بالألمانية: Josef von Mering)‏ (28 فبراير 1849، في كولونيا - 5 يناير 1908، في هالي آن دير سالي، ألمانيا ) طبيب ألماني.
كان يعمل في جامعة ستراسبورغ، وكان مرينغ أول شخص يكتشف (بالاشتراك مع أوسكار مينكوفسكي ) أن إحدى وظائف البنكرياس هي إنتاج الأنسولين، وهو هرمون يتحكم في مستويات السكر في الدم.
كان مرينغ فضولياً حول البنكرياس، وهو عضو على شكل فاصلة، يقع بين المعدة والأمعاء الدقيقة. في محاولة لاكتشاف وظيفته، أزال العضو من كلب. ولاحظ بعد ذلك الكلب والذي كان في كثير من الأحيان يتبول على الأرض، على الرغم من أنه مدرب منزليا. أدرك مرينغ أن هذا كان أحد أعراض مرض السكري واختبر البول، حيث وجد أنه يحتوي على نسبة عالية من السكر، مما أكد شكوكه.
ساعد جوزيف فون مرينغ في اكتشاف الباربيتورات، وهي فئة من الأدوية المهدئة المستخدمة للأرق والصرع والقلق والتخدير. في عام 1903، نشر ملاحظات مفادها أن الباريبيتال (المعروف آنذاك بحمض ثنائي إيثيل الباريتوريك ) له خصائص مهدئة لدى البشر. في عام 1904، ساعد في إطلاق باربيتال تحت اسم العلامة التجارية Veronal. كان Veronal أول مسكنات الباربيتورات المتاحة تجاريا في أي بلد. تعاون فون مرينغ مع الكيميائي هيرمان إميل فيشر، الذي شارك أيضًا في اكتشاف الباربيتورات.

## روابط خارجية
- جوزيف فون مرينغ على موقع الموسوعة البريطانية (الإنجليزية)